# Arrapaho
Pour les articles homonymes, voir Arapaho.
Pour plus de détails, voir Fiche technique et Distribution.
Arrapaho est un film italien réalise par Ciro Ippolito et sorti en 1984. Il s'inspire de l'album éponyme des Squallor.

## Synopsis
Scella Pezzata, fille du chef indien Palla Pesante de la tribu des Cefaloni, est promise à Cavallo Pazzo, mais est amoureuse d'Arrapaho, fils du chef indien Mazza Nera de la tribu des Arrapaho, lequel est à son tour l'objet des désirs de Luna Caprese de la tribu Froceyenne...

## Fiche technique
- Titre : Arrapaho
- Réalisation : Ciro Ippolito
- Scénario : Silvano Ambrogi, Ciro Ippolito et Daniele Pace
- Musique : Totò Savio
- Photographie : Giuseppe Bernardini
- Montage : Carlo Broglio
- Production : Ciro Ippolito
- Pays de production :  Italie
- Genre : Comédie et western
- Durée : 98 minutes
- Dates de sortie : 
  - Italie : 1984

## Distribution
- Urs Althaus : Arrapaho
- Daniele Pace : Palla Pesante
- Tinì Cansino : Scella Pezzata
- Squallor
- Alfredo Cerruti : le narrateur
- Armando Marra : Cavallo Pazzo
- Gigio Morra : Pierpaolo
- Marta Bifano : Berta

## Production
Le film a été tourné en à peine 15 jours. Dans une interview pour l'émission Stracult (it), Tinì Cansino (it) a déclaré que la plupart des répliques de Daniele Pace étaient improvisées. Ce dernier a aussi participé à l'écriture de la danse de la pluie qu'il chante et danse.
Les membres du groupe Squallor ont participé au scénario et apparaissent dans le film comme acteurs ou narrateurs. Ils ont demandé à Cesare Ragazzi (it) d'apparaître dans la scène de la scalpation de Cavallo Pazzo. Cesare Ragazzi a refusé, mais le scénario n'a pas été changé pour autant et son rôle a été interprété par un sosie.
De nombreuses coupures publicitaires (des parodies de publicités) ont permis d'amener le film, trop court, à une longueur commerciale standard. Il en va même de l'interminable générique de fin.

## Sortie
Le film est sorti le 14 août 1984 dans seulement deux salles dans toute l'Italie, l'une à Viareggio où Ciro Ippolito apporta lui-même les bobines du film avec trois heures de retard, et l'autre à Ischia. Le film connut un succès auprès du public retentissant : ayant coûté à peine 135 millions de lires, il en a rentré 5 milliards au guichet. En quelques jours, le nombre de copies distribuées sur le territoire national  est monté à 150.

## Réception critique
Le critique Morando Morandini définit le film comme « le plus mauvais film de l'histoire du cinéma italien ». Dans les suppléments au DVD du film, Ciro Ippolito se prévaut d'avoir fait « le pire film, au pire moment du cinéma italien ».